# Andrzej Sakson
Andrzej Sakson  (* 1. Dezember 1952 in Elbląg) ist ein polnischer Soziologe, Professor der Adam-Mickiewicz-Universität Posen und wissenschaftlicher Mitarbeiter des West-Instituts.
Andrzej Sakson spezialisierte sich auf die Untersuchung der ethnischen Minderheiten in Polen, insbesondere auf die Untersuchung deutscher Minderheiten. In den Jahren 2004–2011 war er Direktor des West-Instituts. Er ist Autor von ca. 350 wissenschaftlichen Artikeln, Abhandlungen und Büchern.